# ASP (zespół muzyczny)
ASP – niemiecki zespół grający rock alternatywny, rock gotycki i Neue Deutsche Härte z elementami darkwave powstały w 1999 roku we Frankfurcie nad Menem. Nazwa zespołu jest identyczna z pseudonimem lidera zespołu Asp (Alexander Spreng) i jest wymawiana jako jedno słowo (jak w wyrazie aspiryna).

## Historia
Założycielami ASP w 1999 roku byli Alexander Frank Spreng ("Asp") and Matthias Ambré ("Matze"). Wtedy też wydali swoje pierwsze 3-ścieżkowe demo na CD. Rok później podpisali kontrakt z firmą Trisol, która wydała zarówno ich debiutancki album Hast Du mich vermisst? jak również pierwszy koncert na żywo. Na festiwalu 'Gothicworld' do składu dołączyli Andreas Gross ("Tossi") grający na basie, Oliver Himmighoffen ("Himmi") na bębnach i sekcja chóru.
W ciągu kolejnych trzech lat działalności światło dzienne ujrzały dwa kolejne albumy Duett and Weltunter, które, wraz z debiutanckim utworzyły trylogię Der Schwarze Schmetterling ("Czarny motyl"). ASP w międzyczasie stało się bardzo popularnym zespołem koncertującym na żywo, regularnie pojawiającym się na dużych festiwalach muzycznych.
Pewne problemy zespołu pojawiły się w 2004 roku spowodowane bankructwem dystrybutora  EFA, mimo to reedycje ich albumów ukazały się pod koniec roku wraz z Interim Works Compendium, będącym dwupłytową kompilacją na CD, zawierającą niepublikowane dotąd utwory oraz wybrane ścieżki z wydanych do tej pory trzech albumów. Kolejna seria występów na żywo doprowadziła do wydania płyty Aus der Tiefe w maju 2005 roku, czwartej części serii  Der Schwarze Schmetterling. Część piąta zatytułowana Requiembryo powstaje w 2007 roku.
Rok 2008 jest bardzo pracowity dla zespołu, ukazują się aż trzy albumy. Pierwszy z nich typu "the best of" zatytułowany Horror Vacui ukazał się w lutym. Album ten poprzedził duże tournée po Europie. Pod koniec sierpnia zespół wydaje Zaubererbruder - Der Krabat-Liederzyklus, album oparty na legendzie serbołużyczańskiego ucznia czarnksiężnika (opisany np. w książce Krabat Otfrieda Preußlera). Wydawnictwo live Akoasma ukazuje się w grudniu 2008. Tworzą również remiks utworu Liar z repertuaru Emilie Autumn, dodając swój wokal. Znany jest on jako Manic Depressive Mix.  Emilie Autumn włączyła go do swojego wydawnictwa EP Liar/Dead Is The New Alive.
Pierwsze swoje wydawnictwo DVD zatytułowane Von Zaubererbrüdern zespół publikuje w sierpniu 2009 roku, .
W roku 2011, po prawie 11 latach współpracy, ścieżki dwóch założycieli zespołu rozchodzą się, odchodzi producent i gitarzysta Matthias Ambré. Oficjalnym powodem rozstania są osobiste i zawodowe różnice. W skład ASP wchodzą nowi członkowie, na koncerty zatrudniani są Andreas Gross and Oliver Himmighoffen.
Rok później Oliver Himmighoffen również odchodzi z zespołu. Jego miejsce zajmuje Stefan Günther, przyjaciel Sörena Jordana.

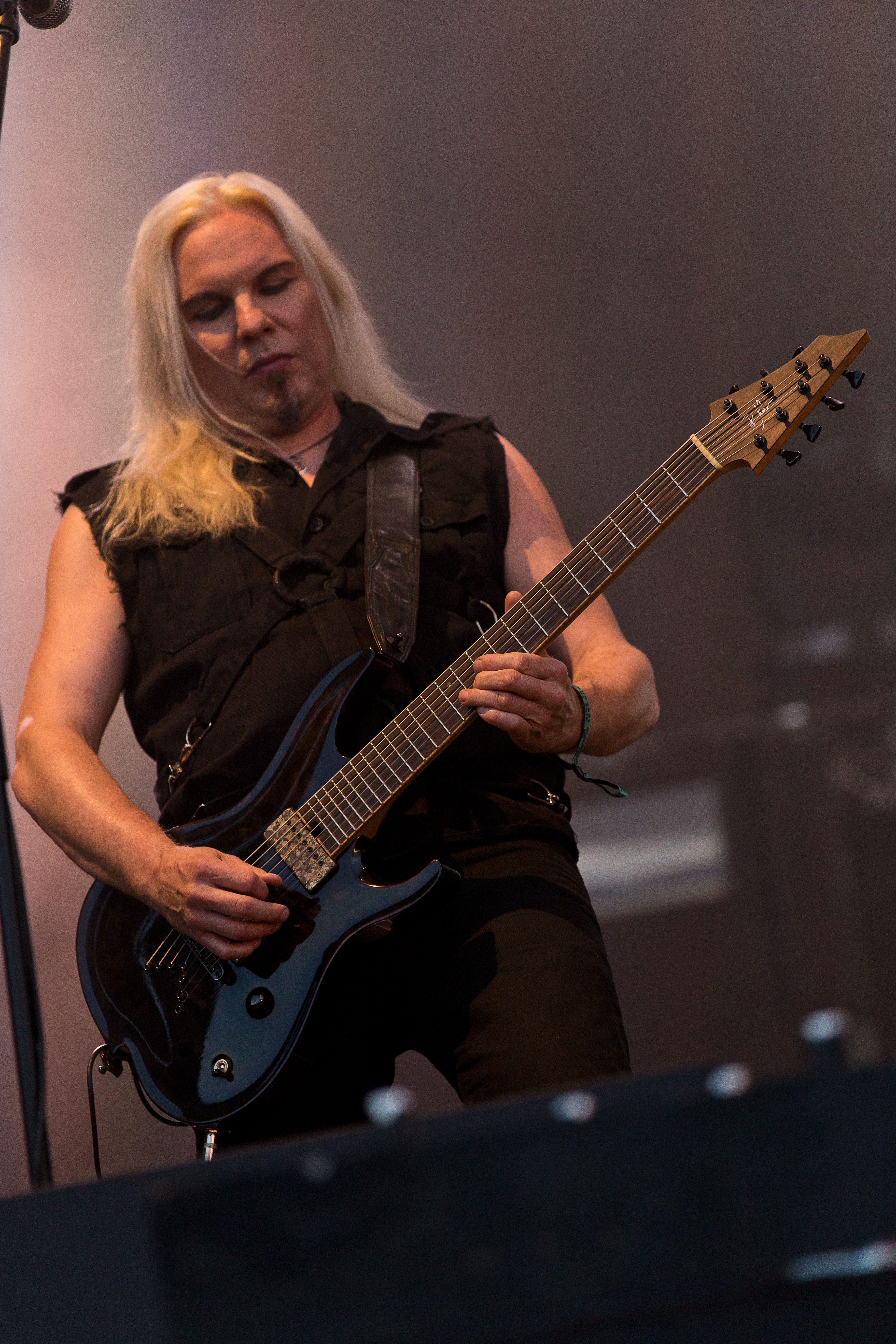
Gitarzysta Lutz Demmler podczas Rockharz 2016

## Skład[2]

### Obecni członkowie
- Asp (Alexander Frank Spreng) (wokal)
- Tossi (Andreas Gross) (gitara basowa)
- Lutz Demmler (gitara basowa, gitara, mandolina, instrumenty klawiszowe)
- Sören Jordan (gitara)
- Stefan Günther (perkusja)

### Byli członkowie
- Matze (Matthias Ambré) (gitara)
- Max (Marcus Testory) (chór)
- Holger Hartgen (chór)
- Pit Hammann (chór)
- Himmi (Oliver Himmighoffen) (perkusja)

## Dyskografia[3]

### Albumy
- 2000 - Hast Du mich vermisst? (Der Schwarze Schmetterling I)
- 2001 - Duett (Der Schwarze Schmetterling II)
- 2003 - Weltunter (Der Schwarze Schmetterling III)
- 2005 - Aus der Tiefe (Der Schwarze Schmetterling IV)
- 2007 - Requiembryo (Der Schwarze Schmetterling V)
- 2008 - Zaubererbruder - Der Krabat-Liederzyklus
- 2011 - fremd (Fremder-Zyklus 1)
- 2013 - Maskenhaft (Fremder-Zyklus 2)
- 2015 - Verfallen (Folge 1: Astoria)
- 2016 - Verfallen (Folge 2: Fassaden)

### Albumy live
- 2008 - Akoasma: Horror Vacui
- 2009 - Zaubererbrüdern

### Kompilacje
- 2004 - Interim Works Compendium (Best of)
- 2004 - DJ Revelation 03 (Compiled By ASP) (Kompilacja takich artystów jak Janus, Umbra et Imago, Qntal Utwór ASP jest pierwszy na niej)
- 2008 - Horror Vacui
- 2011 - Der komplette Schwarze Schmetterling – Zyklus {I bis V}
- 2014 - Per aspera ad aspera

### EP'ki
- 2002 - Die Zusammenkunft (Duett-Remixes); reedycja w 2009
- 2005 - Hunger (dostępna wyłącznie podczas Hunger tour 2005)
- 2006 - Humility (z Chamber)
- 2006 - Hässlich (remiksy piosenek ASP w wykonaniu fanów)
- 2007 - Nie Mehr! (10 ścieżkowa EP rozpoczynająca nową serię wydań nazwaną "Die verschollenen Archive" [Zagubione archiwa])
- 2012 - GeistErfahrer

### Single
- 1999 - ASP (Promo-CD)
- 2003 - Weltunter (Komm zu mir)
- 2003 - Stille der Nacht (Ein Weihnachtsmärchen)
- 2004 - Where do the gods go (Promo-CD)
- 2004 - Ich will brennen
- 2005 - Schwarzes Blut (Promo-CD)
- 2006 - Werben
- 2006 - Ich bin ein wahrer Satan
- 2006 - Isobel Goudie (limitowany 1999 kopii)
- 2006 - Varieté Obscur
- 2007 - Duett (Das minnelied der Incubi) (limitowany 544 kopii)
- 2009 - Wer sonst?/Im Märchenland (limitowany 3000 kopii)
- 2011 - Wechselbalg
- 2012 - Eisige Wirklichkeit

### Muzyczne Video
- 2005 - Me
- 2011 - Bald Anders

### DVDs
- 2009 - Von Zaubererbrüdern

### Box Sets
- 2007 - The once in a lifetime Recollection (Feat. Chamber live) - (limitowany 1999 kopii)
- 2011 - Der Komplette Schwarze Schmetterling-Zyklus (10-CD box zawierający wszystkie utwory z cyklu Schwarzer Schmetterling)